# ジョン・コルトレーン・プレイズ・ザ・ブルース
『ジョン・コルトレーン・プレイズ・ザ・ブルース』（John Coltrane Plays the Blues ）は、ジャズ・サックス奏者ジョン・コルトレーンが1960年10月に録音した演奏の一部を収録したアルバムで、1962年にアトランティック・レコードより発表された。

## 解説
コルトレーンは1960年に自身のレギュラーカルテットを結成。1960年10月21日、24日と26日に行われた録音セッションは自身のレギュラーカルテットで臨む初のレコーディングで、一度に多数のトラックを吹き込む、いわゆる「マラソン・セッション」となった。このとき録音された演奏の一部は、1961年にアルバム『コルトレーン･ジャズ』の中に組み込まれてリリースされた。続いて同じ年にアルバム『マイ・フェイヴァリット・シングス』がリリースされており、翌1962年にブルースの演奏ばかりを集めて本アルバムがリリースされた。1964年には残りの演奏を集めて『コルトレーンズ・サウンド（夜は千の目を持つ）』がリリースされる。
ブルースは一般にAAB形式で構成され、Bの部分のコード進行はV→IV→I（いわゆる541ブルース）、またジャズにおけるルースではBの部分のコード進行としてII→V→I（キーがCならばDm7→G７→C7、いわゆる251ブルース)となることが多い。本アルバムの前半のタイトルが"Blues To"で始まる曲はいわゆる従来型の541ブルースか251ブルースである。これに対してアルバムの後半のタイトルが"Mr."で始まる曲はAAB形式ではあるものの、541や251のような形式ではなく自由な形式が採用されている。こういったブルースに乗って行われるコルトレーンのソロも、十分に間（休符）をとってモーダルに歌い上げており、かつて特徴としたシーツ･オブ･サウンドは完全になりを潜めている。
なお「ブルース・トゥ・ベシェ」という曲のタイトルに出てくるベシェとは、ジャズ・ソプラノサックスの先駆的奏者シドニー・ベシェのことである。

## 収録曲
- ブルース・トゥ・エルヴィン － Blues To Elvin(John Coltrane)
- ブルース・トゥ・ベシェ － Blues To Bechet(John Coltrane)
- ブルース・トゥ・ユー － Blues To You(John Coltrane)
- ミスター・デイ － Mr. Day(John Coltrane)
- ミスター・シムズ － Mr. Syms(John Coltrane)
- ミスター・ナイト － Mr. Knight(John Coltrane)
- アンタイトルド・オリジナル － Untitled Original (Exotica)(John Coltrane)

## 演奏メンバー
- ジョン・コルトレーン - テナー・サックス、ソプラノ・サックス
- マッコイ・タイナー - ピアノ
- スティーヴ・デイヴィス - ベース
- エルヴィン・ジョーンズ - ドラムス